# 田口真奈
田口 真奈（たぐち まな、1996年11月29日 - ）は、愛知県出身の元女子プロ野球選手（内野手）。

## 経歴
2019年、埼玉アストライアへ入団、1年目から全試合に出場し、4月17日の愛知ディオーネ戦では初本塁打を満塁弾で飾った。
2020年シーズン限りで女子プロ野球を退団、2021年から始動する女子硬式クラブチーム「阪神タイガース Women」に入団することが発表された。背番号は6。
2024年10月22日、今季限りでの現役引退を発表した。

## 情報詳細

### 年度別打撃成績
| 年 度     | 球 団        | 試 合 | 打 席 | 打 数 | 得 点 | 安 打 | 二 塁 打 | 三 塁 打 | 本 塁 打 | 塁 打 | 打 点 | 盗 塁 | 盗 塁 死 | 犠 打 | 犠 飛 | 四 球 | 敬 遠 | 死 球 | 三 振 | 併 殺 打 | 打 率 | 出 塁 率 | 長 打 率 | O P S |
| --------- | ------------ | ----- | ----- | ----- | ----- | ----- | -------- | -------- | -------- | ----- | ----- | ----- | -------- | ----- | ----- | ----- | ----- | ----- | ----- | -------- | ----- | -------- | -------- | ----- |
| 2019      | アストライア | 66    | 181   | 162   | 11    | 42    | 7        | 1        | 1        | 54    | 19    | 2     | 2        | 6     | 1     | 11    | -     | 1     | 22    | 2        | .259  | .309     | .333     | .642  |
| 2020      | アストライア | 31    | 99    | 74    | 10    | 23    | 4        | 1        | 0        | 29    | 6     | 0     | 0        | 8     | 1     | 16    | -     | 0     | 6     | 0        | .311  | .429     | .392     | .820  |
| JWBL：2年 | JWBL：2年    | 97    | 290   | 236   | 21    | 65    | 11       | 2        | 1        | 83    | 25    | 2     | 2        | 14    | 2     | 27    | -     | 1     | 28    | 2        | .275  | .350     | .352     | .701  |

- 2020年度シーズン終了時。

### 記録
- 初出場：2019年3月23日、対京都フローラ戦、5回裏に三塁手で出場
- 初打席：同上、6回表に小西美加から空振り三振
- 初安打：2019年3月24日、対京都フローラ戦、2回表に龍田美咲から左線二塁打
- 初本塁打：2019年4月17日、対愛知ディオーネ戦、6回裏に小原美南から右越満塁

### タイトル
- ゴールデングラブ賞（三塁手：2019年）

### 代表歴
- 2016 WBSC女子ワールドカップ

### 背番号
- 4（2019年 - 2020年）
- 6（2021年 - 2024年）